# Hugo Mateos
Hugo Norberto Mateos (Hudson, Argentina; 2 de junio de 1945) es un exfutbolista argentino.

## Trayectoria
Destacó en su carrera en grandes clubes como Estudiantes de La Plata, Banfield, Rosario Central y Colo-Colo.
En 1968 formó parte del plantel de Estudiantes de La Plata que se coronó campeón del mundo, al ganarle al poderoso Manchester United.
En la actualidad continúa ligado al fútbol en el área formativa del club Maltería Hudson.
GG

## Clubes
| Club                    | País      | Año       |
| ----------------------- | --------- | --------- |
| Estudiantes de La Plata | Argentina | 1967-1968 |
| Rosario Central         | Argentina | 1968-1969 |
| Banfield                | Argentina | 1970-1975 |
| Colo-Colo               | Chile     | 1976      |

## Palmarés
Hugo Mateos se consagró campeón a sus tan solo 15 años de la copa intercontinental con estudiantes de la plata en el año 1968 frente al poderoso manchester united de Bobby Charlton